# Municipio de Hooker (condado de Gage)
El municipio de Hooker (en inglés: Hooker Township) es un municipio ubicado en el condado de Gage en el estado estadounidense de Nebraska. En el año 2010 tenía una población de 184 habitantes y una densidad poblacional de 2,07 personas por km².

## Geografía
El municipio de Hooker se encuentra ubicado en las coordenadas 40°23′38″N 96°31′7″O / 40.39389, -96.51861. Según la Oficina del Censo de los Estados Unidos, el municipio tiene una superficie total de 88.72 km², de la cual 88,02 km² corresponden a tierra firme y (0,79 %) 0,7 km² es agua.

## Demografía
Según el censo de 2010, había 184 personas residiendo en el municipio de Hooker. La densidad de población era de 2,07 hab./km². De los 184 habitantes, el municipio de Hooker estaba compuesto por el 98,91 % blancos, el 0,54 % eran afroamericanos y el 0,54 % eran de una mezcla de razas. Del total de la población el 0,54 % eran hispanos o latinos de cualquier raza.